# Cinderella II: Dreams Come True
Cinderella II: Dreams Come True (La Cenicienta 2: Un sueño hecho realidad en Hispanoamérica y La Cenicienta 2 o La Cenicienta 2: ¡La magia no termina a medianoche! en España) es una película infantil de animación editada directamente en VHS y DVD en 2002, siendo la primera secuela del éxito del clásico de Walt Disney, La Cenicienta. Su segunda secuela fue Cinderella III: A Twist in Time.

## Historia
En una carrera en el Castillo, los amigos ratones de Cenicienta, Gus y Jaq, llegan a un cuarto donde el Hada Madrina está leyendo la historia de Cenicienta a los otros ratones. Para su decepción, Gus y Jaq llegan justo cuando el Hada Madrina dice que "La Cenicienta y el príncipe vivieron felices para siempre". Con la ayuda del Hada Madrina, los ratones se animan para hacer un nuevo libro que narrará lo que ocurre después de que Cenicienta y el Príncipe se casan. Entonces, encadenando tres segmentos de historias juntos en una sola narración Gus sugiere la primera historia titulada El primer día en el castillo.

### El primer día en el castillo
El Rey y el Príncipe deben hacer un largo viaje por lo que deja a Cenicienta a cargo del baile y el banquete que se realizará cuando ambos regresen. Antes de partir, el Rey coloca a una mujer llamada Prudence como tutora de Cenicienta y que se encargará de enseñarle como ser una Princesa y como va a hacer la celebración real. Sin embargo, Cenicienta no está de acuerdo en como se llevan las cosas y piensa que deberían permitir a la gente del pueblo a asistir a la celebración. Prudence piensa que esto va en contra de las normas del palacio e intenta que siga todo como está planeado pero sin éxito. Entonces Cenicienta decide que ha llegado la hora de hacer las cosas a su manera y hace cambios en el palacio. A pesar de no ser lo planeado el Rey quedó muy contento de Cenicienta y está convencido de que el Príncipe escogió bien.
Los ratones añaden esta historia al libro. El Hada Madrina ayuda a Jaq a destapar un frasco de tinta y Gus revive un recuerdo donde Jaq pide la ayuda mágica del Hada Madrina. Jaq no quería que contaran esa historia pero como quería impresionar a Mary (una ratoncita de la que Jaq está enamorado), le permite al Hada Madrina contar la historia.

### Una historia alta
Uno de los amigos ratones de Cenicienta, Jaq, piensa que es demasiado pequeño para ayudarla olvidando lo que hizo por ella en la primera película. El Hada Madrina aparece para ayudarlo y Jaq le pide que lo convierta en un ser humano para así poder ayudar a Cenicienta. Sin embargo, Pom Pom, que se volvió enemiga de los ratones cuando estos llegaron al palacio, no deja de perseguir a Jaq. Este intenta decirle a Cenicienta que es el pero sin éxito. Sin embargo, Jaq ayuda a Cenicienta con los preparativos para la fiesta en la feria. Más tarde en la feria ocurre un incidente con un elefante y Jaq sabía que solo un ratón podía detenerlo así que pide al Hada Madrina que lo vuelva a convertir en ratón. Así logra calmar al elefante y Jaq acaba impresionando a Mary.
Mientras los ratones añadían esta nueva historia pensaron que con magia terminarían más rápido y encantan los objetos con el polvo mágico para que les ayuden pero sin mucho éxito. El Hada Madrina controla la situación, recuerdan que se han visto cosas peores y Jaq menciona la vez en que Anastasia, la hermanastra de Cenicienta, se enamora del Panadero.

### Un romance raro
Lady Tremaine y sus hijas Anastasia y Drizella van al pueblo para comprar vestidos nuevos. Pero Anastasia se distrae al sentir el olor del pan horneado y se encuentra con el Panadero del que se enamora. Sin embargo, Lady Tremaine no está contenta con esto, le dice a Anastasia que debe casarse con un hombre rico y no de un Panadero por lo que le prohíbe volver a verlo. Cenicienta que observó esto se da cuenta de los sentimientos de Anastasia sobre el Panadero y decide ayudarla. Pero todo termina como un desastre cuando Anastasia es pateada por un caballo y termina en el interior de la Panadería llena de alimentos. Sintiéndose humillada corre a llorar a la fuente. Mientras tanto en el castillo, Lucifer se encuentra con Pom Pom y se enamora de ella pero esta lo ignora. Así que los ratones deciden ayudarlo haciéndole prometer a Lucifer que no los volvería a perseguir. Lucifer acepta el trato y la ayuda de los ratones. Cenicienta se ofrece a ayudar a Anastasia, esta se niega al principio pero luego acepta y Cenicienta la lleva al palacio. Allí le da un nuevo peinado y un vestido nuevo haciéndola lucir más hermosa. Los ratones logran volver a Lucifer todo un caballero y Pom Pom lo acepta. En ese momento ella ve a los ratones y convence a Lucifer de perseguirlos. Los ratones rompen el trato con Lucifer.
Mientras tanto Anastasia va a buscar al Panadero. Al llegar lo ve con otra chica y un corazón de flores por lo que Anastasia pensó que él estaba enamorado de esa chica, cuando el realidad conversaba con ella sobre si a Anastasia le gustaría el corazón de flores. Anastasia destrozada fue a llorar a la fuente y poco después llega el Panadero que le demuestra que en verdad la ama. En ese momento llegan Lady Tremaine con Drizella, la primera enfurecida. Esta vez Anastasia se revela a su madre diciéndole que ama al Panadero y que se quedará con él. Su madre enojada la deja entonces y se va seguida de una asombrada Drizella por la decisión de su hermana. Así Anastasia y el Panadero van juntos al baile y ella le da las gracias a Cenicienta.
Con un suspiro los ratones terminan su libro, se lo llevan a Cenicienta cantando "Bibbidi Bobbidi-Boo". A ella le encantó el libro y aceptó leerlo con ellos junto a la chimenea. Así se reúnen todos y Cenicienta comienza a leer.